# Оптимизация за генеративни търсачки
Оптимизацията за генеративни търсачки (generative engine optimization, GEO) е процесът на оптимизиране на съдържание, за да се увеличи неговата видимост в отговорите, генерирани от изкуствен интелект (AI), като тези от модели като Grok, GPT и др. За разлика от традиционното SEO, което се фокусира върху позиционирането в резултатите от търсачките, GEO цели да направи съдържанието по-достъпно за AI системите, които генерират директни отговори.

## Основни аспекти
- Качество на съдържанието: Съдържанието трябва да е ясно и богато на информация, за да бъде предпочетено от AI моделите.
- Контекстуална релевантност: Използване на ключови думи, фрази и структура, които съответстват на начина, по който потребителите задават въпроси на AI.
- Структурирани данни:: Прилагане на схеми и формати, които улесняват изкуствения интелект да извлича и интерпретира информация – Schema.org, OpenGraph и др.[1]
- Авторитет: Съдържанието от надеждни източници с висока репутация се предпочита от генеративните модели.[2]
- Естествен език: Оптимизиране за разговорен език, тъй като много AI заявки са формулирани като въпроси или фрази от естествения език.[3]

С нарастването на използването на генеративни AI системи (напр. чатботове, виртуални асистенти), потребителите могат да получават директни отговори, без да посещават уебсайтове. GEO помага на създателите на съдържание тяхната информация да бъде включена в тези отговори.